# 38048 Blumenbach
38048 Blumenbach è un asteroide della fascia principale interna. Scoperto nel 1998, presenta un'orbita caratterizzata da un semiasse maggiore pari a 1,965039 UA e da un'eccentricità di 0,073985, inclinata di 25,268970° rispetto all'eclittica. Ha un diametro di 1,839 km, un periodo di rotazione di 30,0 ore e un'albedo di 0,827.